# Myriem Nacer
Pour les articles homonymes, voir Nacer (homonymie).
Myriem Nacer, née le 14 février 2002 à Lambres-lez-Douai, est une footballeuse internationale algérienne jouant au poste de  milieu de terrain au RC Lens,.

## Biographie

### Carrière en sélection
Sélectionnée en équipe de France des moins de 16 ans (U16) aux moins de 17 ans (U17) aux moins de 20 ans (U20), Myriem Nacer participe au championnat d'Europe U17 2018,.
En juillet 2023, elle est appelée en équipe d'Algérie par le sélectionneur Farid Benstiti pour prendre part à un stage durant lequel la sélection affronte le Sénégal dans une double confrontation amicale,.

## Statistiques
Statistiques de Myriem Nacer :
| Saison    | Equipe | D2 | D2  | D2 | CdF | CdF | CdF | U17 | U17 | U17 | U16 | U16 | U16 | CNF U19 | CNF U19 | CNF U19 | CNF U19 - EL | CNF U19 - EL | CNF U19 - EL |
| Saison    | Equipe | M  | Tit | B  | M   | Tit | B   | M   | Tit | B   | M   | Tit | B   | M       | Tit     | B       | M            | Tit          | B            |
| --------- | ------ | -- | --- | -- | --- | --- | --- | --- | --- | --- | --- | --- | --- | ------- | ------- | ------- | ------------ | ------------ | ------------ |
| 2017-2018 | Arras  |    |     |    |     |     |     |     |     |     | 5   | 3   | 1   |         |         |         |              |              |              |
| 2018-2019 | Arras  |    |     |    |     |     |     | 3   | 1   | 0   |     |     |     |         |         |         |              |              |              |
| 2019-2020 | Arras  | 3  | 1   | 0  | 3   | 0   | 0   |     |     |     |     |     |     |         |         |         |              |              |              |
| 2020-2021 | Lens   | 2  | 0   | 0  |     |     |     |     |     |     |     |     |     |         |         |         |              |              |              |
| 2021-2022 | Lens   | 17 | 13  | 0  | 3   | 3   | 2   |     |     |     |     |     |     |         |         |         |              |              |              |
| 2022-2023 | Lens   | 17 | 11  | 0  | 2   | 2   | 0   |     |     |     |     |     |     |         |         |         |              |              |              |
| 2023-2024 | Lens   | 2  | 1   | 0  | 2   | 1   | 0   |     |     |     |     |     |     |         |         |         |              |              |              |